# سنگ‌چشم بیشه پیشانی‌سیاه
سنگ‌چشم بیشه پیشانی‌سیاه (نام علمی: Chlorophoneus nigrifrons) یک پرنده گنجشک‌سان از تیرهٔ سنگ‌چشمان بیشه (Malaconotidae) است. این گونه عمدتاً در شرق آفریقا زندگی می‌کند. این یک ابرگونه با سنگ‌چشم بیشه چندرنگ (C. multicolor) تشکیل می‌دهد و این دو گاهی به عنوان یک گونه واحد در نظر گرفته می‌شوند.